# Korycin (gmina)
Korycin – gmina wiejska w województwie podlaskim, w powiecie sokólskim. W latach 1975–1998 gmina położona była w województwie białostockim.
Siedzibą gminy jest osada Korycin.
Według danych z 30 czerwca 2004 gminę zamieszkiwało 3561 osób. Natomiast według danych z 31 grudnia 2019 roku gminę zamieszkiwały 3202 osoby.

## Struktura powierzchni
Według danych z roku 2002 gmina Korycin ma obszar 117,32 km², w tym:
- użytki rolne: 85%
- użytki leśne: 8%

Gmina stanowi 5,71% powierzchni powiatu.

## Demografia

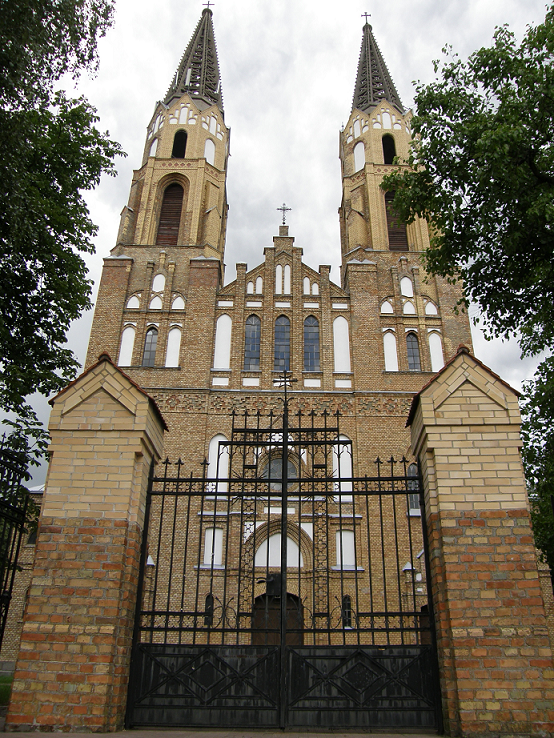
Kościół pw. Podwyższenia i Znalezienia Św. Krzyża

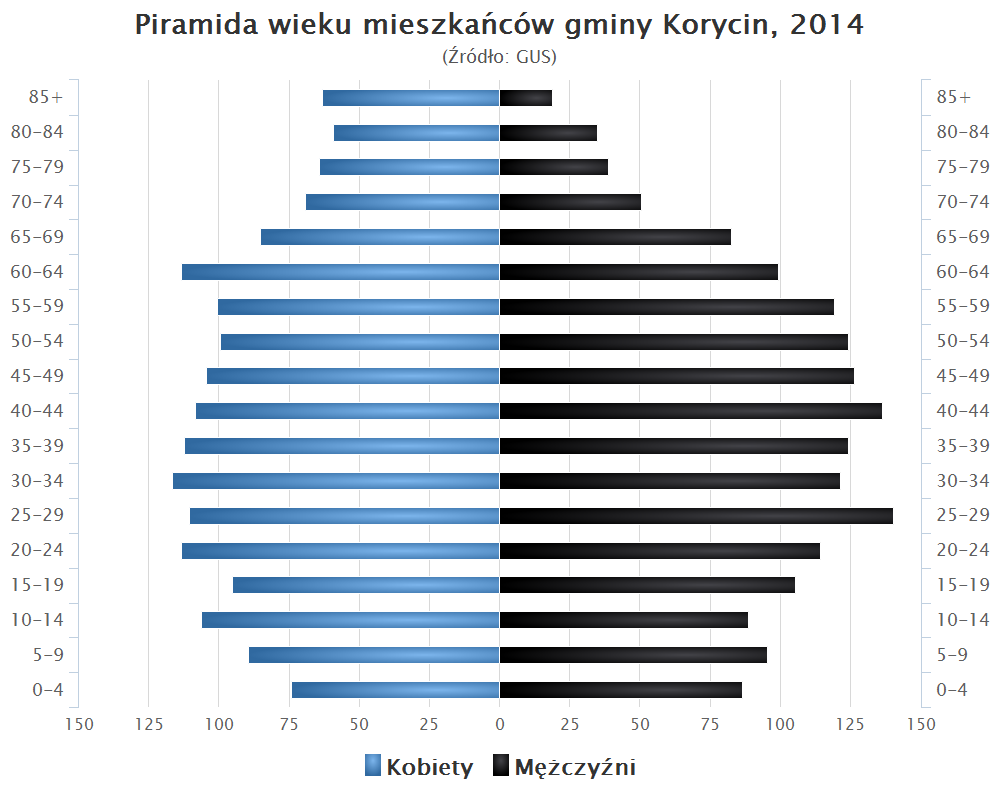
Piramida wieku mieszkańców gminy Korycin w 2014 roku

Dane z 30 czerwca 2004:
| Opis                              | Ogółem | Ogółem | Kobiety | Kobiety | Mężczyźni | Mężczyźni |
| --------------------------------- | ------ | ------ | ------- | ------- | --------- | --------- |
| jednostka                         | osób   | %      | osób    | %       | osób      | %         |
| populacja                         | 3561   | 100    | 1770    | 49,7    | 1791      | 50,3      |
| gęstość zaludnienia (mieszk./km²) | 30,4   | 30,4   | 15,1    | 15,1    | 15,3      | 15,3      |

## Zabytki
- Kościół Podwyższenia i Znalezienia Św. Krzyża w Korycinie – z przełomu XIX i XX wieku, murowane ogrodzenie z bramą boczną i 4 drewnianymi kapliczkami z drugiej połowy XIX wieku. Za kościołem pozostałości XVIII-wiecznego parku.
- Dwie kapliczki murowane z XIX wieku w Brodach.
- Średniowieczne grodziska pochodzące z XI i XII wieku, usytuowane nad rzeką Kumiałką w miejscowościach Aulakowszczyzna i Mielewszczyzna.
- Murowany młyn wodny w Romaszkówce, z końca XIX wieku.

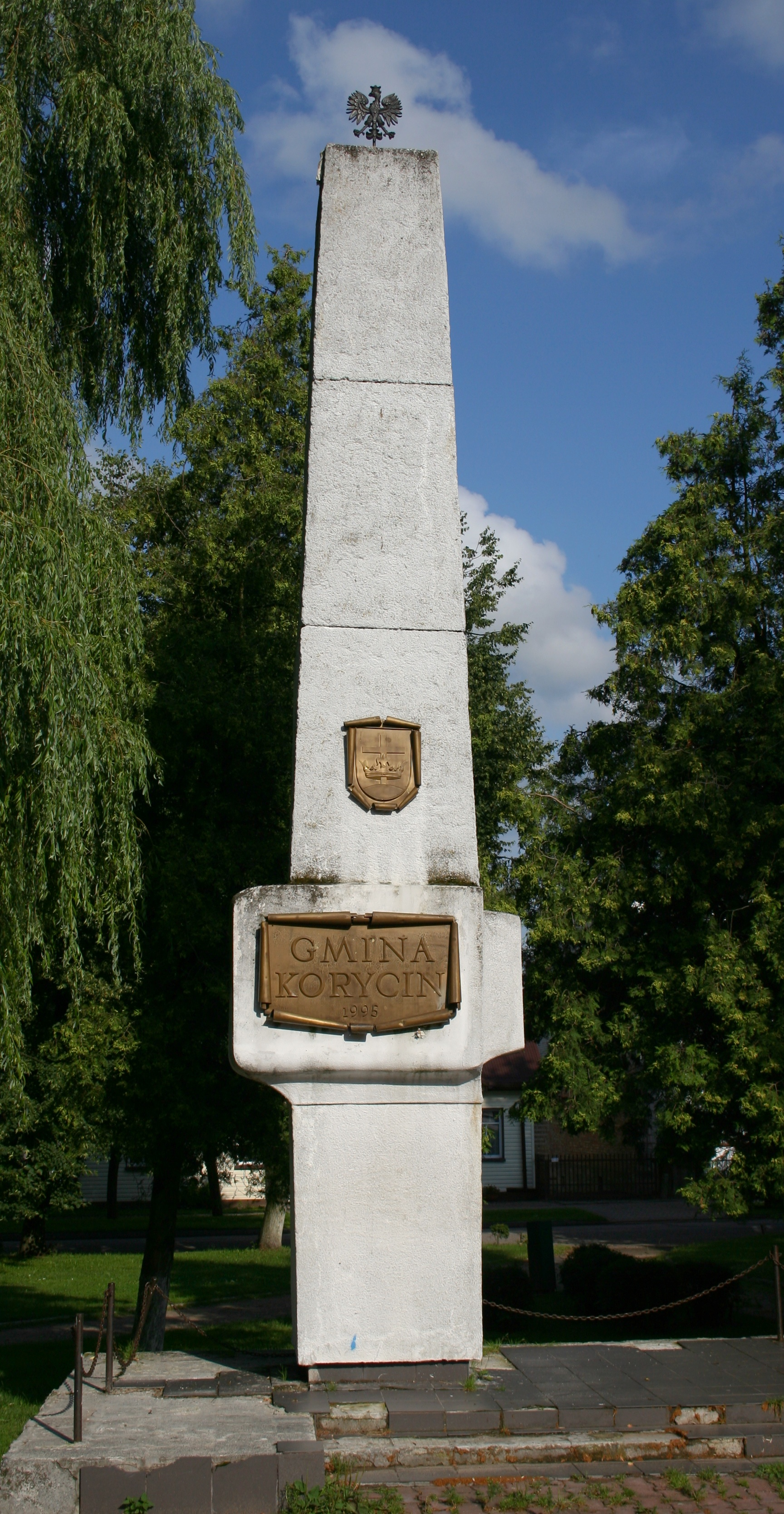
Pomnik upamiętniający powstanie gminy z datą 1995 w Korycinie

## Sołectwa
Aulakowszczyzna, Białystoczek, Bombla, Brody, Długi Ług, Dzięciołówka, Gorszczyzna, Korycin, Krukowszczyzna, Kumiała, Laskowszczyzna, Łomy, Łosiniec, Mielniki, Olszynka, Ostra Góra, Popiołówka, Przesławka, Rudka, Rykaczewo, Skindzierz Wieś, Skindzierz Kolonia, Stok, Szaciłówka, Szumowo, Wojtachy, Wyłudki, Wyłudy, Wysokie, Zabrodzie, Zagórze, Zakale
Miejscowością podstawową bez statusu sołectwa jest Nowinka. 

## Sąsiednie gminy
Czarna Białostocka, Janów, Jasionówka, Jaświły, Suchowola